# Varaner

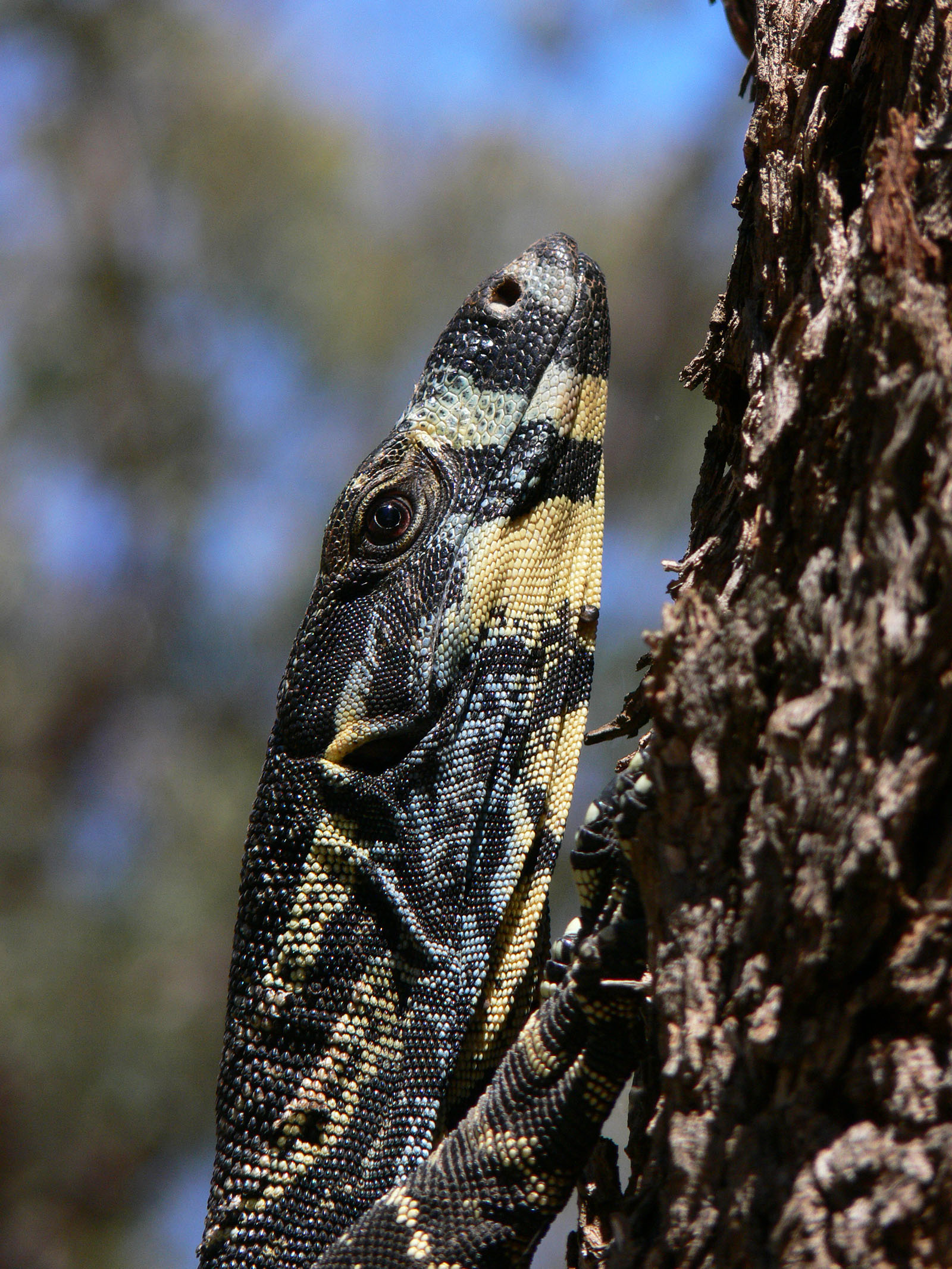
Varanus varius

Varaner eller monitorödlor (Varanidae) är en familj köttätande ödlor som inkluderar den största nu levande ödlearten, komodovaranen. Varanidae är monotypisk, och innehåller endast släktet Varanus, ett släkte som i sin tur innehåller 58 arter i Afrika, Asien och Oceanien.

## Storlek och utseende
Några arter blir större än 2 meter. Den minsta arten är Varanus brevicauda, som är 28 centimeter lång, och den största arten är Komodovaran, Varanus komodoensis, som kan bli tre meter lång. 
Fossil från en utdöd art, Megalania prisca, har hittats i Australien. Dessa fynd tyder på att den var över sju meter lång och kan ha vägt nära 600 kilo.
Varanernas huvud och hals är tydligt långa. Huvudet är avlångt och täckt med stora plattor. Tungan är i spetsen delad, som hos ormarna. Tungan används för att samla in doftmolekyler från omgivningen. Ögonen sitter på huvudets sidor. Svansen är lång och stark och används av många arter vid simning. På varje fot har varaner fem tår med böjda klor.

## Föda och fortplantning
Varaner är dagaktiva rovdjur som kan ta överraskande stora byten. De lägger mellan 7 och 35 ägg. Varaner är skickliga klättrare och simmare. Två arter, Varanus bitatawa och Varanus olivaceus, är emellertid växtätare.

## Arter
Släktet Varanus omfattar 62 listade arter, varav följande är ett urval:
- Taggsvansvaran, Varanus acanthurus
- Kapvaran, Varanus albigularis
- Varanus auffenbergi
- Varanus baritji
- Varanus beccarii
- Bengalvaran Varanus bengalensis
- Varanus boehmei
- Varanus bogerti
- Varanus brevicauda
- Varanus bushi
- Varanus caerulivirens
- Varanus caudolineatus
- Varanus cerambonensis
- Blåsvansvaran, Varanus doreanus
- Dumerils varan, Varanus dumerilii
- Varanus eremius
- Stäppvaran, Varanus exanthematicus
- Varanus finschi
- Indisk varan, Varanus flavescens
- Jättevaran, Varanus giganteus
- Varanus gilleni
- Varanus glauerti
- Varanus indicus
- Komodovaran, Varanus komodoensis
- Varanus mertensi
- Nilvaran, Varanus niloticus
- Smaragdvaran, Varanus prasinus
- Bandvaran, Varanus salvator
- Lacevaran, Varanus varius
- Ökenvaran, Varanus griseus